# Gianni Panella
Giovanni Panella, detto Gianni (Roè Volciano, 7 gennaio 1948 – Brescia, 25 settembre 2003), è stato un politico e sindacalista italiano.

## Biografia
Impegnato sindacalmente nella CGIL a Brescia, nel 1973 entra nella segreteria provinciale e dal 1988 a inizio 1992 è segretario generale della Camera del Lavoro.
Impegnato in politica con il Partito Socialista Italiano, ricopre il ruolo di sindaco di Brescia dal gennaio al settembre del 1992.
Alle elezioni politiche del 1994 si candida al Senato nel collegio di Brescia con la lista Democratici Popolari, ottenendo il 2,26% dei voti, senza essere eletto.